# Приворотень Вероніки
Приворотень Вероніки (Alchemilla veronicae) — вид квіткових рослин родини трояндових (Rosaceae).

## Поширення
Ендемік Криму, Україна.
В Україні росте в гірському Криму.